# Simão Mago
Simão Mago ou Simão, o Mago é um personagem bíblico com quem o apóstolo Pedro travou polêmica em Samaria (Atos 8:9–24). Além do livro bíblico dos Atos dos Apóstolos, o personagem é referido em livros apócrifos e em outras obras ligadas ao gnosticismo, sendo também considerado o fundador da seita gnóstica conhecida como Simonianismo.
O ato de simonia, ou pagamento por cargos e funções eclesiásticas ou coisas sagradas, recebeu esse nome em referência a Simão, que tentou comprar o poder dos Apóstolos.

## O personagem bíblico
O texto bíblico narra o episódio em que Simão tenta comprar dos apóstolos o poder de operar milagres. Tal ato, considerado pecaminoso pela teologia cristã, foi denominado de simonia (ato de Simão), termo que define especificamente o comércio ou tráfico de coisas sagradas e espirituais, tais como sacramentos, dignidades, indulgências e benefícios eclesiásticos que alguns membros da igreja praticavam, e que estaria no centro das críticas e discussão que conduziriam à Reforma Protestante no século XVI.
Esse texto é demasiado lacônico, haja vista que se limita a enquadrá-lo num episódio onde apenas coadjuva um embate com o apóstolo Pedro. De resto, diz somente que era samaritano e praticante de magia:
| “ | «E, descendo Filipe à cidade de Samaria, lhes pregava a Cristo. E as multidões unanimemente prestavam atenção ao que Filipe dizia, porque ouviam e viam os sinais que ele fazia; Pois que os espíritos imundos saíam de muitos que os tinham, clamando em alta voz; e muitos paralíticos e coxos eram curados. E havia grande alegria naquela cidade. E estava ali um certo homem, chamado Simão, que anteriormente exercera naquela cidade a arte mágica e tinha iludido a gente de Samaria, dizendo que era uma grande personagem; Ao qual todos atendiam, desde o mais pequeno até ao maior, dizendo: Este é a grande virtude de Deus. E atendiam-no a ele, porque já desde muito tempo os havia iludido com artes mágicas. Mas, como cressem em Filipe, que lhes pregava acerca do Reino de Deus e do nome de Jesus Cristo, se batizavam, tanto homens como mulheres. E creu até o próprio Simão; e, sendo batizado, ficou de contínuo com Filipe; e, vendo os sinais e as grandes maravilhas que se faziam, estava atônito. Os apóstolos, pois, que estavam em Jerusalém, ouvindo que Samaria recebera a palavra de Deus, enviaram para lá Pedro e João. Os quais, tendo descido, oraram por eles para que recebessem o Espírito Santo. (Porque sobre nenhum deles tinha ainda descido; mas somente eram batizados em nome do Senhor Jesus.) Então, lhes impuseram as mãos, e receberam o Espírito Santo. E Simão, vendo que pela imposição das mãos dos apóstolos era dado o Espírito Santo, lhes ofereceu dinheiro, Dizendo: Dai-me também a mim esse poder, para que aquele sobre quem eu puser as mãos receba o Espírito Santo. Mas disse-lhe Pedro: O teu dinheiro seja contigo para perdição, pois cuidaste que o dom de Deus se alcança por dinheiro. Tu não tens parte nem sorte nesta palavra, porque o teu coração não é reto diante de Deus. Arrepende-te pois dessa tua iniquidade e ora a Deus, para que porventura te seja perdoado o pensamento do teu coração; Pois vejo que estás em fel de amargura e em laço de iniquidade. Respondendo, porém, Simão disse: Orai vós por mim ao Senhor, para que nada do que dissestes venha sobre mim.» (Atos 8:9–24) | ” |

## O personagem gnóstico

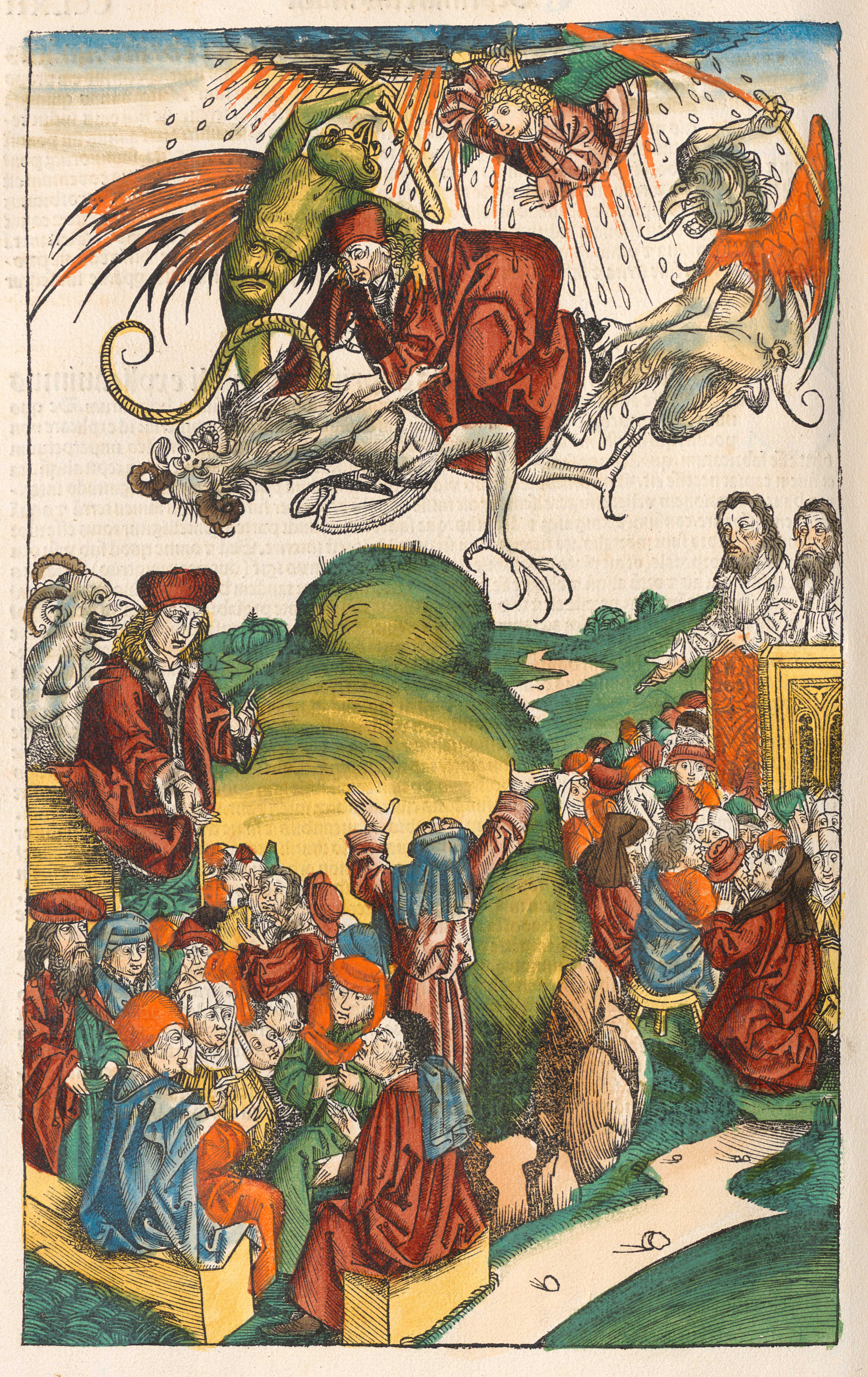
"A morte de Simão Mago" na Crónica de Nuremberg ("Liber Chronicarum", 1493).

No decorrer dos séculos surgiram inúmeras biografias apócrifas sobre este personagem, fundamentadas em especulações diversas, dentre as quais uma o imputa de ter sido fundador do Gnosticismo cristão. Tal atribuição é historicamente contestável, todavia pode ser aceita de um ponto de vista simbólico.
Para os Gnósticos, o mago da Samaria era um "rival" do Cristo, o qual fundou uma seita que se proclamava representante da Gnose. A companheira de Simão, Helena, era uma ex-prostituta que, segundo o mago, era a encarnação de Sophia e de Helena de Troia. Simão acreditava na Reencarnação e que o elemento Fogo é a raiz de todas as coisas, nomeadamente a origem da Alma. Em suas viagens na Judeia, o mago explicava que o conhecimento é a única chave para a ascensão aos Céus. 
Afirmava que o Deus do Velho Testamento é um Demiurgo. Conta-se que para provar a validade de sua doutrina fazia demonstrações públicas de levitação. Há um texto apócrifo que diz que Pedro travou um embate contra o mago da Samaria que questionava suas habilidades "voadoras". Assim, no alto de uma torre, o mago dá o seu derradeiro voo. Mesmo assim, Simão é considerado o primeiro profeta Gnóstico.
Ainda conforme especulações, Simão Mago seria talvez o gnóstico Simão, discípulo de Dositeu - um sábio cripto-judeu que havia se tornado herói messiânico dos samaritanos - e de quem, afirma-se, Simão teria roubado a esposa, dita Helena, uma ex-prostituta oriunda de Éfeso. Outras relatos hipotéticos também apontam Simão como tendo sido discípulo do profeta João Batista, ou que ele e o apóstolo Pedro teriam sido a mesma pessoa.
O que se pode afirmar de concreto é que Simão tornou-se figura controversa da literatura antiga e medieval e da propaganda cristã. Uma síntese do que foi dito a seu respeito está contida no livro Apologia (c. 150) de Justino Mártir. Através dele ficamos sabendo que Simão dizia-se "manifestação do Deus Supremo" - o que é repetido por seu sucessor Menandro (o gnóstico) - e que sua esposa Helena seria a primeira concepção de sua mente, da qual anjos e poderes foram gerados. Descobrimos também que o sistema filosófico de Simão parecia baseado numa cosmogonia sírio-fenícia e compreendia uma elaborada angelologia e astrologia. São Justino menciona ainda a existência de um altar consagrado a Simão na Ilha do Tibre, que de fato foi reencontrado em 1574, contendo a inscrição "Semoni Sanco Deo Fidio Sacrum". Esse "Semão Sanco" era um deus dos sabinos, o deus dos pactos (sancire) e da fidelidade. São Justino se deixou enganar pela semelhança dos nomes.